# Коларовский район
Коларовский район (укр. Коларівський район, болг. Коларовски район)— административная единица Украинской ССР, существовавшая в 1925—1939 годах.

## История
Романовский район с центром в селе Романовка был образован в 1925 году в составе Мелитопольского округа Екатеринославской губернии из части территории Андреевского, Ногайского и Цареводаровского районов. При этом район получил статус болгарского национального.
5 октября 1926 года Романовский район был переименован в Коларовский район в честь болгарского коммуниста В. Коларова.
В 1930 году окружная система в СССР была упразднена, и Коларовский район перешёл в прямое подчинение Украинской ССР. При этом к Коларовскому району был присоединён болгарский национальный Ботиевский район.
В 1932 году Коларовский район отошёл к Днепропетровской области, а в 1939 — к Запорожской.
26 марта 1939 года Коларовский район, как и большинство национальных районов СССР, был упразднён. При этом его территория была разделена между Андреевским, Ногайским, Приазовским и Нововасильевским районами.